# Sơn-Vi-Kultur
| Prähistorische Kulturen Vietnams | Prähistorische Kulturen Vietnams |
| Altsteinzeit                     | Altsteinzeit                     |
| -------------------------------- | -------------------------------- |
| Dieu-Kultur                      | ca. 30.000 v. Chr.               |
| Sơn-Vi-Kultur                    | 20.000–12.000 v. Chr.            |
| Mittelsteinzeit                  |                                  |
| Hòa-Bình-Kultur                  | 12.000–10.000 v. Chr.            |
| Jungsteinzeit                    |                                  |
| Bắc-Sơn-Kultur                   | 9.000–5.000 v. Chr.              |
| Quỳnh-Văn-Kultur                 | 3.000–1 v. Chr.                  |
| Đa-Bút-Kultur                    | 4.000–1.700 v. Chr.              |
| Bronzezeit                       |                                  |
| Phùng-Nguyên-Kultur              | 2.000–1.500 v. Chr.              |
| Đồng-Đậu-Kultur                  | 1.500–1.000 v. Chr.              |
| Gò-Mun-Kultur                    | 1.000–700 v. Chr.                |
| Đông-Sơn-Kultur                  | 800 v. Chr.–200 n. Chr.          |
| Eisenzeit                        |                                  |
| Sa-Huỳnh-Kultur                  | 500 v. Chr.–100 n. Chr.          |
| Óc-Eo-Kultur                     | 1–630 n. Chr.                    |

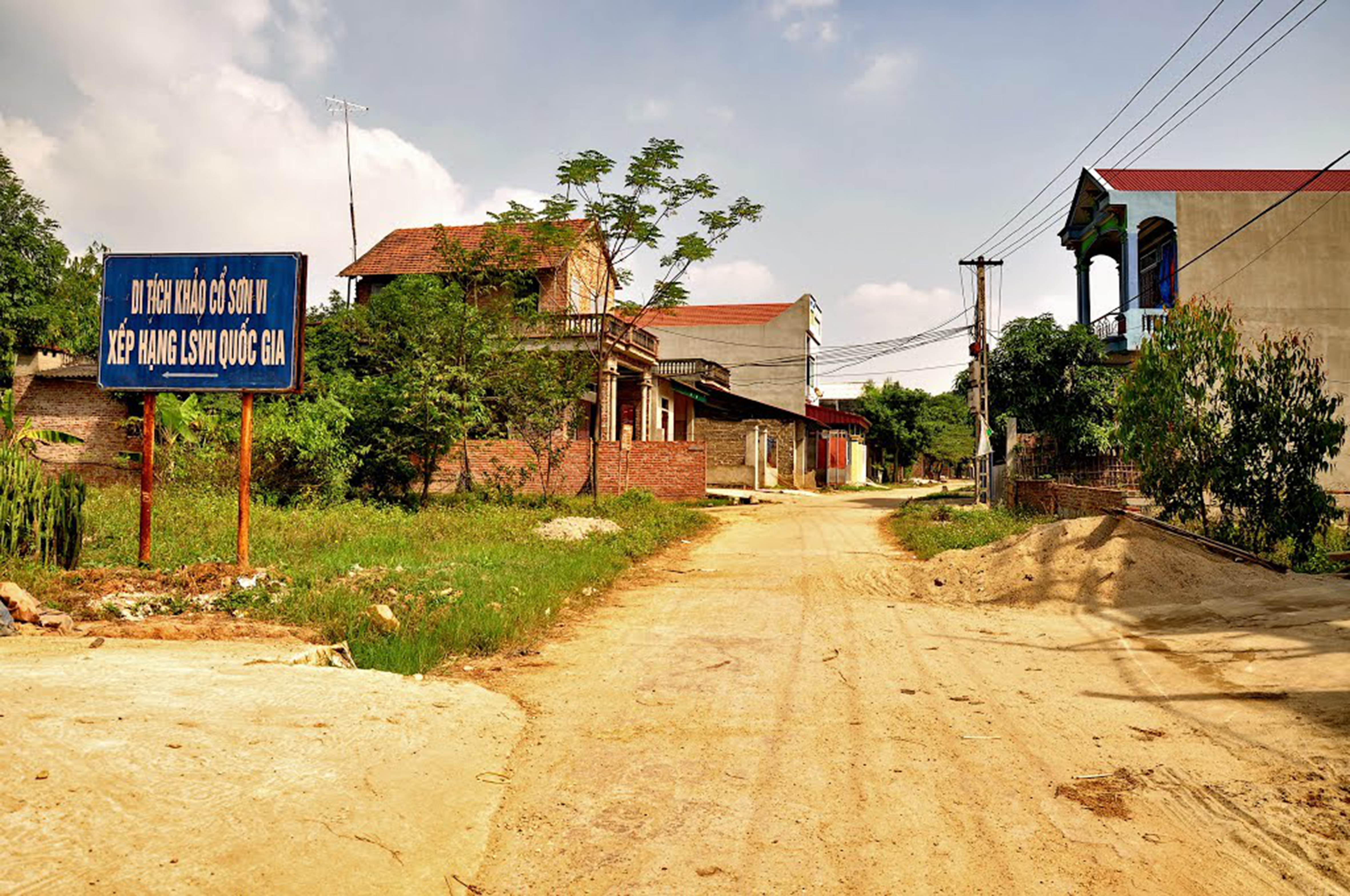
Fundgebiet Sơn Vi in Nordvietnam

Die Sơn-Vi-Kultur vereint Fundplätze im Norden Vietnams, an denen vorwiegend grob behauene Steinartefakte entdeckt wurden. Es handelt sich dabei also eigentlich um eine „Steingeröllgeräte-Industrie“. Die erste größere Kollektion an Steinartefakten wurde 1968 an mehreren Orten in der Gemeinde Sơn Vi, Kreis Lâm Thao, Provinz Phú Thọ (damals: Vĩnh Phú) zusammengetragen und gemeinsam mit bereits zuvor entdeckten Funden 1971 unter dem Begriff Sơn-Vi-Kultur veröffentlicht.
Abgesehen von zahllosen kleinen Abschlägen, sind für diese Industrie flache Geröllgeräte mit einer einseitig geschlagenen Längs- („side chopper“) oder Schmalseite typisch („end chopper“). Daneben gibt es Fragmente von Geröllen, wie das „Viertelgeröll“, praktisch die Hälfte von einem „side chopper‘“. 

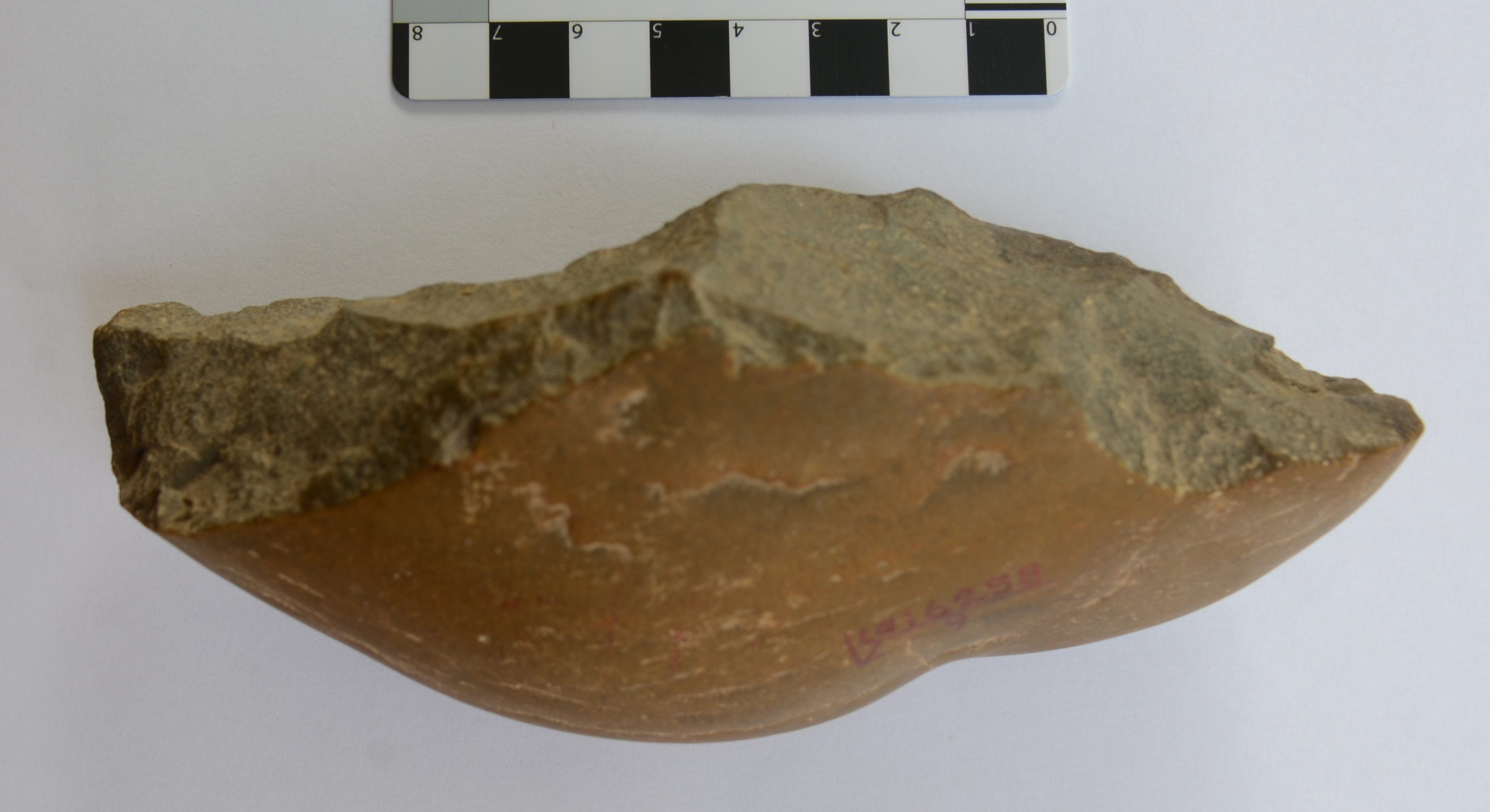
„Längsschneider“ (side chopper) der Sơn-Vi-Industrie

Bis 1999 waren 230 Fundplätze bekannt. Mehr als zwei Drittel aller Fundplätze liegen in den nordvietnamesischen Provinzen Phú Thọ und Yên Bái, verwandte Komplexe sind auch im zentralvietnamesischen Hochland nachgewiesen. In der Regel liegen die Steingeräte an der Erdoberfläche auf Flussterrassen oder Anhöhen, seltener finden sie sich in einer dünnen Strate unmittelbar unter der Erdoberfläche. 
Bedeutsam für die Datierung der Sơn-Vi-Industrie und deren Verhältnis zum Hoabinhian sind einige Ausgrabungen in Höhlen oder unter Abris mit Gerätschaften beider Industrien. Über den Anfang dieser Geröllgeräte-Industrie in Vietnam gibt es unterschiedliche Ansichten, da die meisten Funde oberflächlich entdeckt und daher ohne datierbare Beifunde sind. Es ist möglich, dass die ältesten Funde in den Zeitraum von 30.000–20.000 v. Chr. datieren.
Menschliche Skelettreste von zwei Höhlen und einem Abri (Nậm Tun, Provinz Lai Châu, Con Moong und Mái đá Điều, Provinz Thanh Hóa) werden ebenfalls der Sơn-Vi-Industrie zugeordnet.